# Lilian Bryner
Lilian Bryner, född den 21 april 1959 i Milano, är en schweizisk racerförare.